# 柳本春重
柳本 春重（やなぎもと/やないもと はるしげ）は、戦国時代の武将。柳本賢治から柳本姓を賜る以前は鴫野与三郎・鴫野修理進と名乗っていた。

## 概要
春重は本来は鴫野氏の出身であり、柳本賢治の家臣として活動していた。大永7年（1527年）2月16日には鴫野与三郎の名前で活動していたことがわかる。その後、同年7月3日には鴫野修理進春重と通称を改めている。そして、享禄元年（1528年）5月25日には柳本修理亮春重を名乗っており、これ以前に柳本姓を賜っている。柳本賢治や柳本甚次郎が死去したのちも、天文8年（1539年）までは活動が確認できる。春重が柳本姓を名乗ったのは、春重の家格を上昇させる目的であったと考えられる。